# Marcella Bella
Marcella Bella (ur. 18 czerwca 1952 w Katanii) – włoska piosenkarka, popularna zwłaszcza w latach 70. i 80. XX wieku. Siostra piosenkarza i kompozytora Gianniego Belli, który skomponował szereg jej piosenek, występował też z nią okazyjnie na żywo.
Znana z takich przebojów jak: „Hai ragione tu” (1971), „Montagne verdi”, „Sole che nasce sole che muore” (oba 1972), „Io domani” (1973), „Abbracciarti” (1977), „Senza un briciolo di testa” (1986), „Tanti auguri” (1987).
8-krotnie występowała na Festiwalu Piosenki Włoskiej w San Remo, zajmując w 1986 roku najwyższe, 3. miejsce.
Nazywana przez fanów „cespuglio” („krzak”) z powodu ułożenia włosów inspirowanego fryzurami gwiazd amerykańskiej muzyki soul.

## Życiorys

### Lata 60.
Marcella Bella urodziła się 18 czerwca 1952 roku w Katanii. Karierę zaczęła jako nastolatka uczestnicząc w 1965 roku w konkursie Festival degli sconosciuti w Aricci. Nie przyznano jej jednak nagrody ze względu na zbyt młody wiek. Pod koniec lat 60. wyjechała wraz z bratem Giannim do Mediolanu. W 1969 roku zadebiutowała (pod imieniem Marcella) na rynku fonograficznym singlem „Un ragazzo nel cuore”/„Il pagliaccio”. 

### Lata 70.

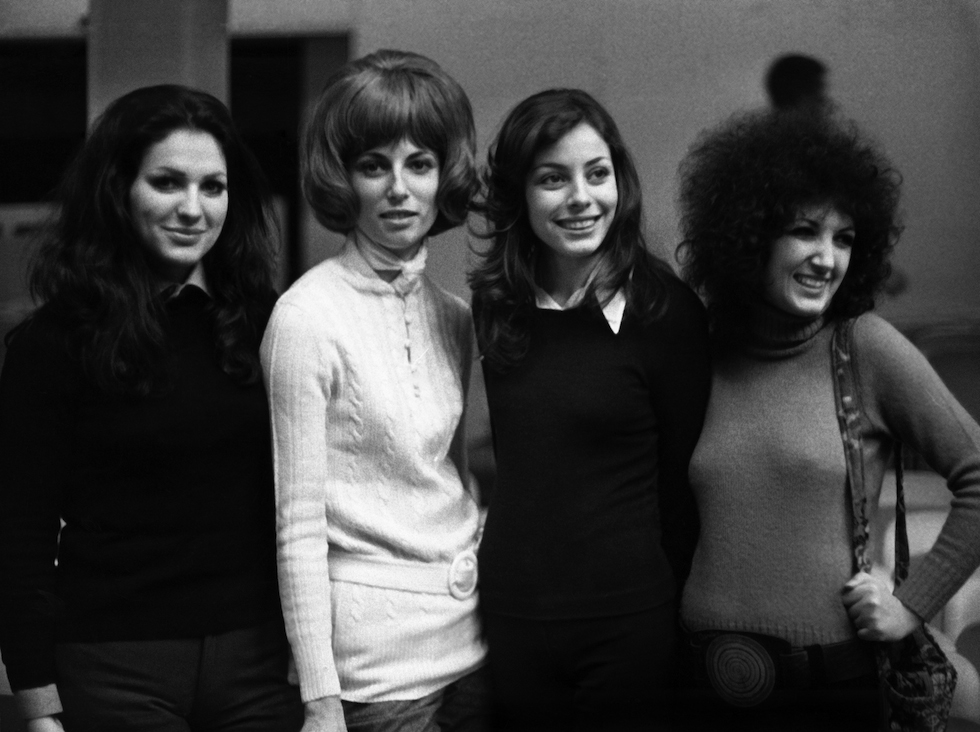
Uczestniczki Festiwalu Piosenki Włoskiej w San Remo edycji 1972: od lewej - Marisa Sacchetto, Angelica, Alice i Marcella Bella

W 1971 roku nagrała singiel „Hai ragione tu „/”Nel mio cuore”, do którego piosenki skomponował jej brat (skrywający się pod pseudonimem G. Bell) wspólnie z Italo Janne. W roku następnym zadebiutowała na Festiwalu Piosenki Włoskiej w San Remo wykonując piosenkę „Montagne verdi” skomponowaną przez brata i Giancarla Bigazziego. Piosenka zajęła 7. miejsce, zaś na włoskiej liście przebojów, Hit Parade Italia, doszła do 3. miejsca. W tym samym roku wzięła udział w konkursie Cantagiro z piosenką „Sole che nasce, sole che muore” oraz w konkursie Canzonissima z piosenką „Un sorriso e poi... perdonami”. W 1973 roku wykonana przez nią piosenka „Io domani” wygrała Festivalbar. W 1974 roku zdobyła nagrodę Gondola d’oro za album Metamorfosi, przyznaną na festiwalu Mostra internazionale di musica leggera w Wenecji.

### Lata 80.
W 1981 roku powróciła na festiwal w San Remo prezentując piosenkę „Pensa per te”, autorstwa duetu Giancarlo Bigazzi-Gianni Bella, która zajęła 9. miejsce. W 1986 roku, w swym kolejnym występie w San Remo zajęła najwyższe, 3. miejsce z piosenką „Senza un briciolo di testa”, skomponowaną przez brata do tekstu Mogola. Kolejne jej występy w San Remo były mniej udane: w 1987 roku zaprezentowała „Tanti auguri”, w 1988 – „La tempesta” (4. miejsce) a 1990 – „Verso l’ignoto” (wykonaną wspólnie z bratem).

### Lata 90.
Ostatnią dekadę XX wieku poświęciła rodzinie, a zwłaszcza wychowaniu trojga dzieci. 

### XXI wiek
W 2002 roku, po kilku latach nieobecności na scenie muzycznej powróciła na nią z singlem „Fa chi” i albumem Passato e presente. W 2005 roku po raz kolejny wystąpiła w San Remo z piosenką „Uomo bastardo” napisaną przez brata i Stefana Pieroniego. Wystąpiła też wspólnie z bratem w wieczorze poświęconym duetom. W 2007 roku wystąpiła wspólnie z bratem na festiwalu w San Remo, wykonując piosenkę z tekstem Mogola, „Forever – Per sempre”. Piosenka znalazła się na nagranym w tym samym roku wspólnie z bratem albumie Forever per sempre.
W 2012 roku ukazał się jej album, Femmina Bella, nagrany latem poprzedniego roku w Hawanie z muzykami kubańskimi i poświęcony muzyce kubańskiej. 23 czerwca tego samego roku rozpoczęła występy w musicalu I gemelli leggendari. 22 września 2013 roku znalazła się wśród członków jury talent show Io canto, transmitowanego przez Canale 5. Zimą 2014 roku, po ponad dziesięciu latach nieobecności na estradzie wystąpiła na żywo w towarzystwie Fausta Leali w Toronto. 
8 marca 2015 roku zorganizowała na cześć brata, który w styczniu 2010 roku przeszedł udar mózgu, koncert w teatrze Dal Verme w Mediolanie. Wydarzenie, w którym wzięło udział wielu gości, zostało wyemitowane przez Rete 4 9 czerwca 2015 roku.